# Herías (Illano)
Herías o Santa María de Herías (en asturiano y oficialmente Eirías) es una parroquia del principado de Asturias incluida en el territorio del Municipio de Illano, segregada del Municipio de Pola de Allande al que perteneció hasta el siglo pasado. Se encuentra en el oeste de Asturias.
Actualmente comprende los siguientes núcleos de población: Cernías, Estela, Navedo, Riodecoba, Sarzol, Tamagordas y Río del Villar.
En Herías, hay una casa solariega, con escudo de armas y capilla de la familia López Castrillón. Es famosa la romería de San Roque de la Sierra, en la capilla de su mismo nombre.
En el arroyo de Río del Villar quedan restos de antiguos molinos hidráulicos. La parroquia dispone de un edificio escolar. Sus gentes viven de la agricultura y la ganadería. En los límites del territorio de esta Parroquia con la de Ponticiella se encuentra el Dolmen de Entrerríos.